# Cholérétique
Un cholérétique est une substance utilisée en médecine pour favoriser la cholérèse, c'est-à-dire la production de bile par le foie,
,. Il ne doit pas être confondu avec un cholagogue qui favorise l'excrétion de la bile (par exemple en stimulant la contraction de la vésicule biliaire) mais qui n'en n'augmente pas la production.
Il existe de nombreuses substances naturellement cholérétiques utilisées tant en phytothérapie (romarin, artichaut, radis noir, thym, pissenlit, feuille de boldo) qu'entrant dans des spécialités pharmaceutiques. De plus des substances de synthèse sont aussi employées comme cholérétiques comme par exemple l'hymécromone. 
Ne doit pas être confondu avec un amphocholérétique, comme la fumeterre, qui peut favoriser ou au contraire ralentir la production de bile par le foie.